# Йохан Ернст I (Саксония-Ваймар)
Йохан Ернст I Младши (на немски: Johann Ernst I, „der Jüngere“; * 21 февруари 1594, Алтенбург; † 6 декември 1626, Маркт Санкт Мартин, Бургенланд) от рода на Ваймерските Ернестински Ветини, е от 1615 до 1620 г. херцог на Саксония-Ваймар.

## Живот
Йохан Ернст I е най-големият син на херцог Йохан III от Саксония-Ваймар (1570 – 1605) и съпругата му Доротея Мария фон Анхалт (1574 – 1617) от род Аскани, дъщеря на княз Йоахим Ернст от Анхалт и сестра на княз Лудвиг I от Анхалт-Кьотен. Неговите по-малки братя са Фридрих, Вилхелм, Албрехт, Йохан Фридрих, Бернхард и Ернст I.
От 1608 г. Йохан Ернст следва заедно с брат си Фридрих в университет Йена. През 1615 г. Йохан Ернст поема управлението в Саксония-Ваймар и опекунството на още малолетните му братя. Той реформира училищната система, от 1618 г. дава правото за печатане в Йена и Ваймар.
На 24 август 1617 г. Йохан Ернст основава в дворец Хорнщайн във Ваймар литературното общество Fruchtbringende Gesellschaft.
От 1620 г. херцог Йохан Ернст е обрист под курфюрст Фридрих V фон Пфалц, „Зимният крал“. След неговата загуба в битката при Бела планина близо до Прага на 8 ноември 1620 г. херцог Йохан Ернст отказва да се подчини на императора. Затова той се отказва от Херцогство Саксония-Ваймар и предава управлението на братята си.
Той е против Хабсбургите и се бие като нидерландски ритмайстер или датски генерал-лейтенант на кавалерията във Вестфалия и Долна Саксония. Като такъв той участва в завладяването на Силезия и последва след това граф Петер Ернст II фон Мансфелд (1580 – 1626) в Унгария. Там той умира на 32 години на 6 декември 1626 г. в Маркт Ст. Мартин, в днешен Бургенланд.